# I magnifici sette (serie televisiva)
I magnifici sette (The Magnificent Seven) è una serie televisiva statunitense in 22 episodi trasmessi per la prima volta nel corso di 2 stagioni dal 1998 al 2000. È un remake televisivo del film western I magnifici sette. Robert Vaughn, che aveva recitato nel film originale del 1960, appare più volte come guest-star nel ruolo del giudice Orin Travis.

## Personaggi

### Personaggi principali
- Chris Larabee (22 episodi, 1998-2000), interpretato da Michael Biehn.
- Vin Tanner (22 episodi, 1998-2000), interpretato da Eric Close.
- John "J.D." Dunne (22 episodi, 1998-2000), interpretato da Andrew Kavovit.
- Buck Wilmington (22 episodi, 1998-2000), interpretato da Dale Midkiff.
- Josiah Sanchez (22 episodi, 1998-2000), interpretato da Ron Perlman.
- Ezra Standish (22 episodi, 1998-2000), interpretato da Anthony Starke.
- Nathan Jackson (22 episodi, 1998-2000), interpretato da Rick Worthy.
- Mary Travis (18 episodi, 1998-2000), interpretata da Laurie Holden.

### Personaggi secondari
- Fuorilegge (15 episodi, 1998-2000), interpretato da David S. Winn III.
- Casey Wells (6 episodi, 1998-2000), interpretata da Dana Barron.
- Judge Oren Travis (6 episodi, 1998-2000), interpretato da Robert Vaughn.
- Mrs. Potter (3 episodi, 1998-1999), interpretata da Karen Hensel.
- Maude Standish (3 episodi, 1998-2000), interpretata da Michelle Phillips.
- Buffalo Hunter (3 episodi, 1998-2000), interpretato da Al Fleming.
- Billy Travis (3 episodi, 1999), interpretato da Gemini Barnett.
- Inez Rocios (3 episodi, 1999), interpretata da Fabiana Udenio.

## Produzione
La serie fu prodotta da MGM Television, Mirisch Corporation e Trilogy Entertainment Group e girata nel Melody Ranch di Newhall, a Los Angeles in California e a Mescal, in Arizona (per il pilot). Le musiche furono composte da Elmer Bernstein, Don Harper e John Van Tongeren. Il tema musicale di Elmer Bernstein è lo stesso del film del 1960.

### Registi
Tra i registi della serie sono accreditati:
- Gregg Champion (5 episodi, 1998-2000)
- Christopher Cain (5 episodi, 1998-1999)
- William Wages (4 episodi, 1998-2000)
- Steve Beers (2 episodi, 1998-2000)

## Distribuzione
La serie fu trasmessa negli Stati Uniti dal 1998 al 2000 sulla rete televisiva CBS. In Italia è stata trasmessa nell'estate del 2002 su RaiDue con il titolo I magnifici sette.
Alcune delle uscite internazionali sono state:
- negli Stati Uniti il 3 gennaio 1998 (The Magnificent Seven)
- in Portogallo il 5 settembre 1998
- in Francia il 4 settembre 1999 (Les 7 mercenaires)
- in Finlandia il 4 gennaio 2001 (Seitsemän rohkeaa miestä)
- in Germania il 4 marzo 2001 (Die glorreichen Sieben)
- in Brasile il 1º giugno 2001
- in Spagna (Los siete magníficos)
- in Ungheria (A hét mesterlövész)
- in Italia (I magnifici sette)

## Episodi
| Stagione         | Episodi | Prima TV USA |
| ---------------- | ------- | ------------ |
| Prima stagione   | 8+1     | 1998         |
| Seconda stagione | 13      | 1999-2000    |